# 박종철 (1965년)
박종철(朴鐘哲, 1965년 5월 1일 ~ )은 대한민국의 제8대 경상북도 예천군의원으로 해외연수 중 가이드 폭행의 물의를 빚었다. 자유한국당을 탈당하였고 자유한국당은 입당 금지 조치를 내렸다. 

## 학력
- 유천국민학교 졸업
- 유천중학교 졸업
- 호산대학교 휴먼복지학부 노인보건복지전공 재학중

## 경력
- 사단법인 한국농업경영인 예천군 연합회장
- 유천초등학교 운영위원장
- 예천군 보조금심의위원회 심의위원
- 곤충나라 Clean예천 농산물대축제 추진위원장
- 예천군농업·농촌 및 식품산업 정책심의회 분과위원
- 예천군민장학회 자문위원회 위원
- 예천군의회 의정비심의위원회 위원
- 한국농어민신문 예천군지국장
- 신도청지역 상생발전 포럼 위원
- 예천군 지역발전협의회 위원
- 민주평화통일자문회의 자문위원
- 유천면 체육회장
- 유천중학교 총동창회장
- 새경북포럼 지역위원
- 유천면 지역사회보장협의체 위원
- 2018.07 ~ 2019.02 제8대 경상북도 예천군의회 의원
- 2018.07 ~ 2019.02 제8대 경상북도 예천군의회 전반기 부의장
- 2019.01.04 자유한국당 탈당
- 2019.02.01 제명

## 논란
박종철 당시 예천군의회 부의장을 비롯한 의원 8명은 2018년 12월 20일부터 7박 10일로 미 동부 및 캐나다로 해외 연수를 간 바 있다. 문제는 박종철 의원 본인이 미국 국적의 한국계 미국인을 폭행한 사건이 발생하면서 자신과 해외 연수에서 있었던 실태가 언론에 집중 보도된 것이었다. 박종철 의원의 폭행으로 피해를 입은 가이드는 전치 3주의 부상을 입었다. 언론 보도에 따르면 박종철 의원은 이미 교통사고처리 특례법 위반으로 2건의 전과가 있었다고 한다. 예천군의회 측은 논란이 된 박종철 의원을 제명하겠다고 밝혔으나, 박 의원의 반발과 예천군 가선거구 권도식 의원이 가이드에게 성접대를 요구한 것이 밝혀지며 책임과 언급을 피하는 행태를 보이고 있다.

## 역대 선거 결과
| 실시년도 | 선거      | 대수 | 직책   | 선거구                  | 정당       | 득표수   | 득표율          | 순위 | 당락 | 비고           |
| -------- | --------- | ---- | ------ | ----------------------- | ---------- | -------- | --------------- | ---- | ---- | -------------- |
| 2018년   | 지방 선거 | 8대  | 군의원 | 경북 예천군 (라 선거구) | 자유한국당 | 1,715 표 | \| \| 26.04% \| | 2위  |      | 초선, 민선 7기 |
|          | 26.04%    |      |        |                         |            |          |                 |      |      |                |